# Gordon Scott
Gordon Scott, pseudonimo di Gordon Merrill Werschkul (Portland, 3 agosto 1926 – Baltimora, 30 aprile 2007), è stato un attore statunitense.
Di origine tedesca, è noto per aver interpretato il personaggio di Tarzan in sei pellicole tra il 1955 e il 1960. Fu il primo Tarzan a colori sullo schermo in Tarzan e il safari perduto (1957).
Partecipò perlopiù a pellicole italiane di genere peplum.

## Biografia
Appartenente alla cosiddetta schiera degli "attori culturisti", Scott poté vantare un fisico imponente: 190 cm di altezza, 98 kg di peso e 123 cm di circonferenza toracica. Anche per queste caratteristiche fisiche negli anni sessanta egli fu ingaggiato a Cinecittà ove interpretò i personaggi di Maciste, Ercole, Remo, Giulio Cesare, Golia, Nippur, Muzio Scevola, Coriolano, in una serie di pellicole peplum tanto in voga all'epoca. Interpretò anche Zorro e Buffalo Bill.
Smise di recitare nel 1967 e si ritirò a vita privata, limitandosi ad apparire occasionalmente come ospite in varie riunioni in tutto il mondo per celebrare il personaggio cinematografico di Tarzan.

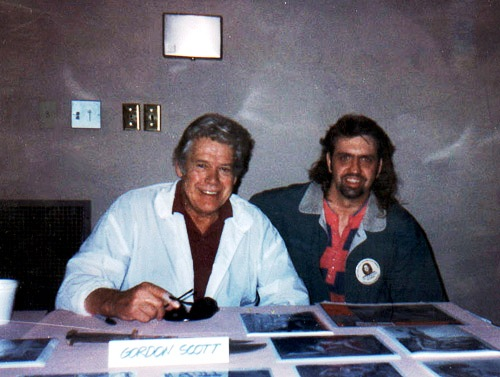
Gordon Scott con un fan nel 1995

## Vita privata
Nel 1956 Scott sposò l'attrice Vera Miles, conosciuta l'anno prima sul set di Tarzan e la giungla proibita. Dopo la nascita del figlio Michael (1957), la coppia divorziò e l'attore successivamente si sposò altre tre volte.
Amico dell'attore Steve Reeves, anch'egli molto utilizzato a Cinecittà grazie al suo passato da culturista, fu suo rivale cinematografico in Romolo e Remo (1961).
Scott morì il 30 aprile 2007 al Johns Hopkins Hospital di Baltimora per complicazioni successive a un'operazione al cuore.

## Filmografia

### Cinema

Gordon Scott in Coriolano, eroe senza patria (1964)

- Tarzan e la giungla proibita (Tarzan's Hidden Jungle), regia di Harold D. Schuster (1955)
- Tarzan e il safari perduto (Tarzan and the Lost Safari), regia di H. Bruce Humberstone (1957)
- Tarzan and the Trappers, regia di Charles F. Haas e Sandy Howard (1958)
- Tarzan e lo stregone (Tarzan's Fight for Life), regia di H. Bruce Humberstone (1958)
- Il terrore corre sul fiume (Tarzan's Greatest Adventure), regia di John Guillermin (1959)
- Tarzan il magnifico (Tarzan the Magnificent), regia di Robert Day (1960)
- Maciste contro il vampiro, regia di Sergio Corbucci e Giacomo Gentilomo (1961)
- Maciste alla corte del Gran Khan, regia di Riccardo Freda (1961)
- Romolo e Remo, regia di Sergio Corbucci (1961)
- Il figlio dello sceicco, regia di Mario Costa (1962)
- Il gladiatore di Roma, regia di Mario Costa (1962)
- Una regina per Cesare, regia di Piero Pierotti e Viktor Tourjansky (1962)
- Il giorno più corto, regia di Sergio Corbucci (1963) - non accreditato
- Zorro e i tre moschettieri, regia di Luigi Capuano (1963)
- L'eroe di Babilonia, regia di Siro Marcellini (1963)
- Goliath e la schiava ribelle, regia di Mario Caiano (1963)
- Il Leone di San Marco, regia di Luigi Capuano (1963)
- Ercole contro Moloch, regia di Giorgio Ferroni (1963)
- Coriolano, eroe senza patria, regia di Giorgio Ferroni (1964)
- Il colosso di Roma, regia di Giorgio Ferroni (1964)
- Buffalo Bill - L'eroe del Far West, regia di Mario Costa (1964)
- Gli uomini dal passo pesante, regia di Albert Band e Mario Sequi (1965)
- Il raggio infernale, regia di Gianfranco Baldanello (1967)
- Segretissimo, regia di Fernando Cerchio (1967)

### Televisione
- The Bob Cummings Show - serie TV, episodio 3x29 (1957)
- Hercules and the Princess of Troy, regia di Albert Band - film TV (1965)

## Doppiatori italiani
Nelle edizioni italiane dei film da lui interpretati, Gordon Scott è stato doppiato da:
- Giuseppe Rinaldi in Il figlio dello sceicco, L'eroe di Babilonia, Il Leone di San Marco, Gli uomini dal passo pesante
- Emilio Cigoli in Maciste contro il vampiro, Il gladiatore di Roma, Buffalo Bill, l'eroe del Far West
- Pino Locchi in Maciste alla corte del Gran Khan, Segretissimo, Il raggio infernale
- Cesare Barbetti in Il colosso di Roma, Coriolano eroe senza patria
- Nando Gazzolo in Romolo e Remo
- Renato Izzo in Zorro e i tre moschettieri
- Sergio Rossi in Ercole contro Moloch